# Famille Charavay
 (juin 2024).
La famille Charavay est surtout connue pour être une famille de libraires passionnés d'histoire depuis le XIXe siècle.

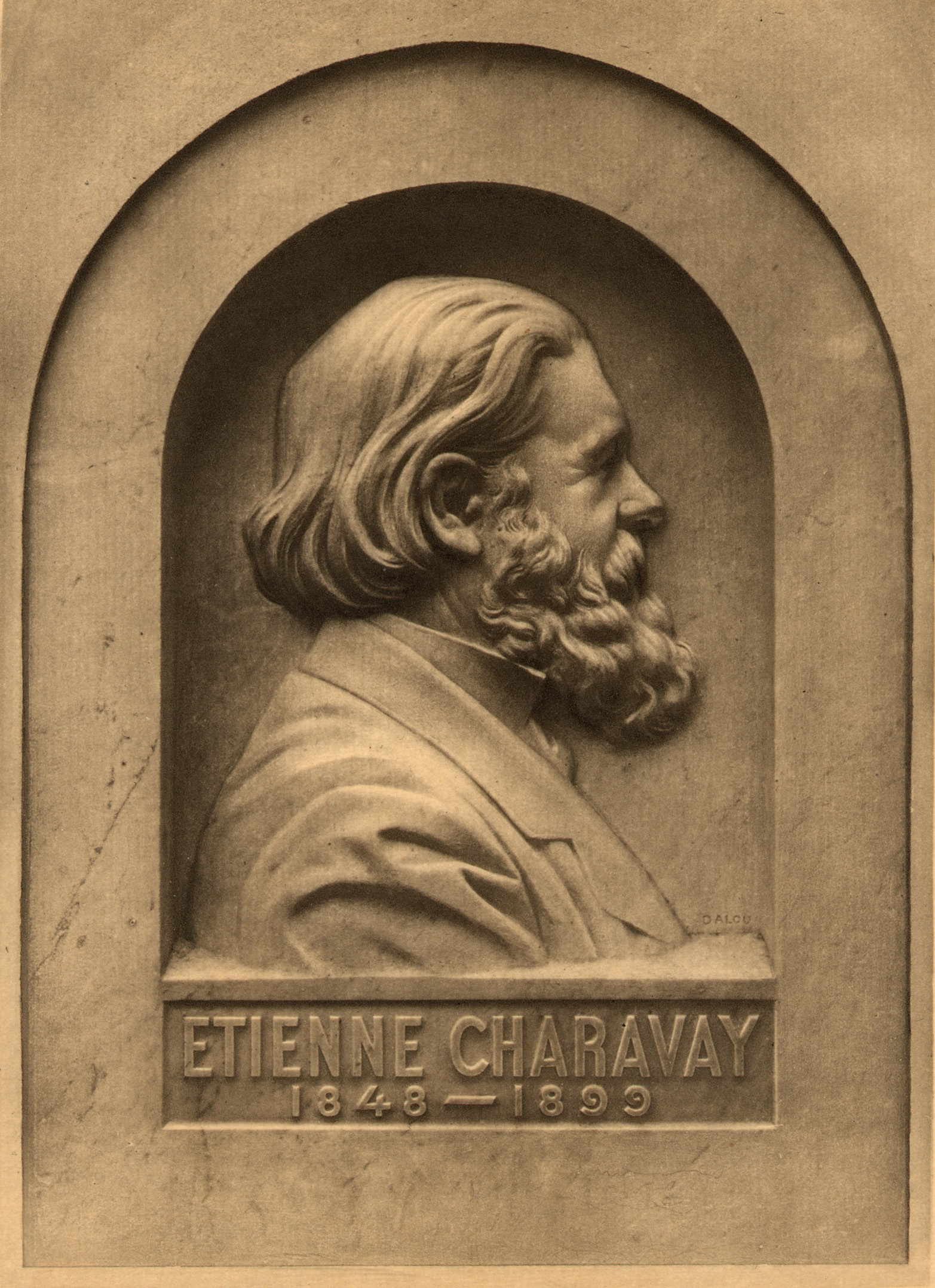
Médaillon d'Étienne Charavay par Jules Dalou (1901) au cimetière du Montparnasse.

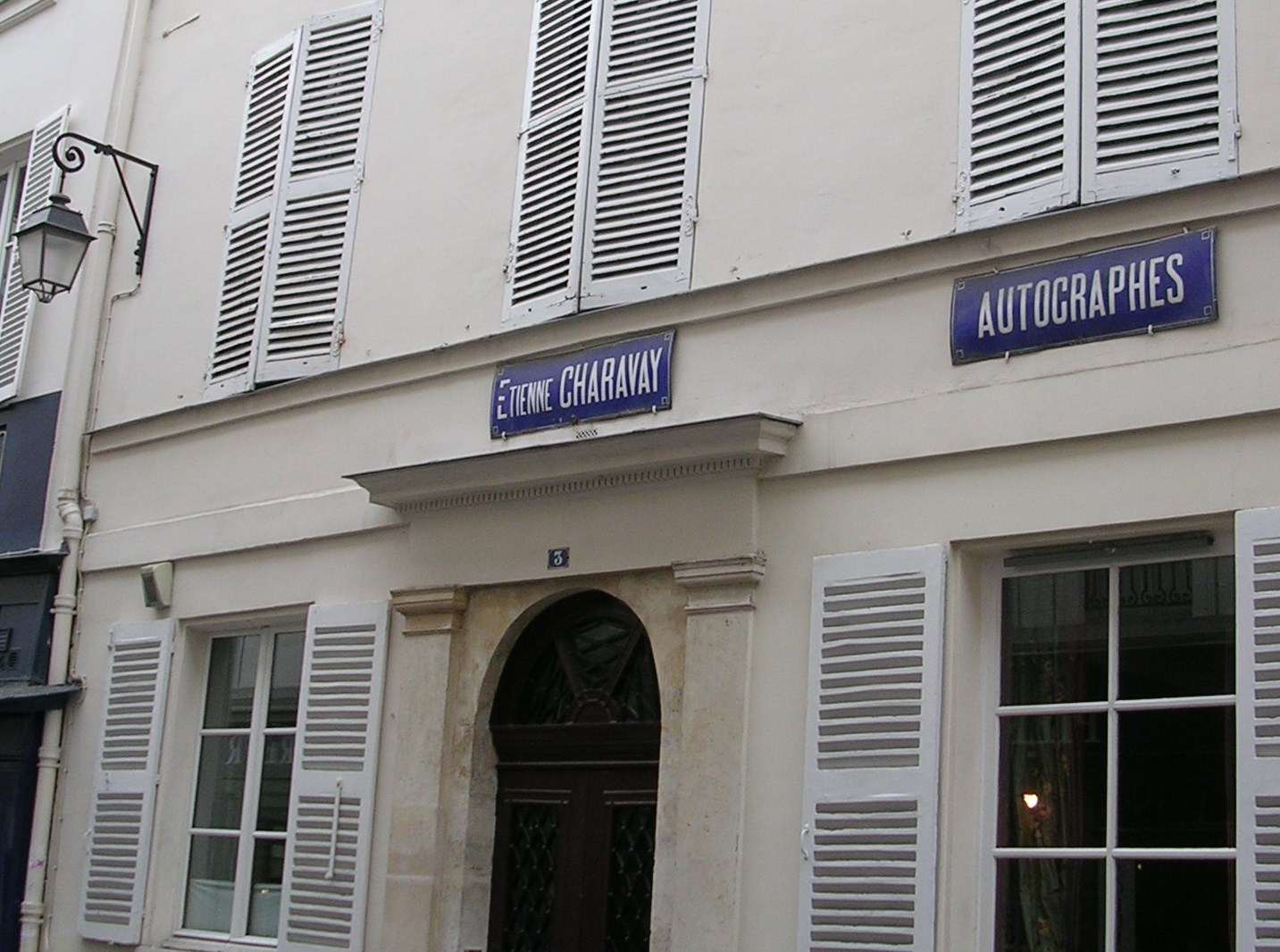
Maison Charavay, rue Furstemberg à Paris.

## Historique
« Famille de bons Lyonnais, très laborieux, très affectueux, très unis, malgré des ardeurs contraires en politique et en religion », selon Anatole France cité par Maurice Tourneux.
Originaire de Saint-Genis les Ollières dans l'Ouest lyonnais, cette famille paysanne s'établit à Lyon peu avant la tourmente de 1789. Elle investit et travaille dans l'industrie de la soie jusqu'à la révolution de 1830. Enfin, séduite par les témoignages du passé, elle se tourne vers le commerce des autographes et l'expertise des documents anciens. Chercheurs et collectionneurs de réputation mondiale, ces riches experts furent aussi éditeurs de publications historiques.
Antoine le père est fondateur de la première librairie Charavay à Lyon. Engagé très jeune dans l'armée révolutionnaire, avant au moins l'âge de 16 ans, il part avec Bonaparte en Égypte (1798). Il est ensuite, durant trente ans, comme son père et son beau-père, fabricant de bas de soie. Après la grande crise de 1831 et la révolte des canuts, devenu veuf en 1833, ayant perdu père et beau-père, on le retrouve bouquiniste rue de l'Archevêché. De 1831 à 1948, c'est une histoire de plus d'un siècle de recherches historiques, d'expertises et de publications.

## Fondateurs et héritiers
- Jacques, dit l’Aîné, né à Lyon en août 1809, clerc d'avoué puis huissier, enfin libraire et ami du libraire François-Noël Thibault dit Noël France. Il est le parrain d’Anatole France désigné sous le nom de Danquin dans La vie en fleur. Il fonde la première Librairie Charavay, rue de Seine, à Paris.
- Jean, né à Lyon en 1816, bonnetier, révolutionnaire (affaire de L'Humanitaire) et libraire associé de ses frères. Après juin 1849 et le triomphe de la réaction bonapartiste, il ira vivre paisiblement à Marseille.
- Gabriel né à Lyon en août 1818, libraire et éditeur (affaire de L'Humanitaire), militant communiste des années 1840-1850, proche de Blanqui. Publiera notamment une notice sur Sylvain Maréchal. Expert en autographes et libraire à Lyon, entre 1843 et 1848. Opposant à Bonaparte, il sera arrêté à Paris quelques mois avant le coup d'État. Après sa libération du bagne de Belle-Isle en février 1857, il sera un temps collaborateur de Larousse pour son Grand dictionnaire du XIXe siècle et de son frère aîné Jacques. Dès 1862 il est éditeur de revues dont L'Amateur d'autographes et L'Imprimerie.
- Jacques, né en 1821, semble ne pas partager la passion de ses frères pour les livres, mais il sera très engagé politiquement. Il est l'ancêtre de ces Charavay qui ont émigré aux États-Unis tel l'ingénieur aéronaute Fred Charavay.

Troisième génération de libraires :
- Marin-Étienne, (1848-1899), fils aîné de Jacques, dit l'Aîné, reprit après la mort de son père la direction de la maison familiale.
- Eugène fils de Gabriel, directeur du journal L’Imprimerie.
- Noël fils cadet de Jacques, puis sa veuve.
- Gabrielle fille cadette de Gabriel, morte en 1948 à Paris. Elle sera la dernière libraire Charavay.

En 1945, Michel Castaing reprend la succession Charavay, établie 3 rue de Furstenberg à Paris, spécialisée en lettres, autographes et documents historiques. C’est son fils Frédéric ancien professeur d’histoire, qui lui a succédé.
« Les catalogues de ventes de livres ou d’autographes des librairies et de ventes publiques, en raison de l’intérêt historique et de la qualité qu’ils présentent, ont acquis au fil des années leurs lettres de noblesse, notamment dans le domaine de l’érudition depuis les libraires parisiens de Bure et Charavay, et ont contribué à l’élaboration d’une science nouvelle, la bibliographie… Le premier catalogue de librairie conservé date de 1841, il vient d’Angleterre et émane du libraire londonien Henri G. Bohn ; pour la France notre collection commence en 1845, avec le libraire parisien Jacques Charavay. » Archives nationales, Introduction à l’Inventaire de la sous-série ABXXXVIII.
Pour l'essentiel, Noël frère d'Étienne et Eugène fils de Gabriel reprirent les éditions. Rose Tritz, veuve de Gabriel, puis sa fille Gabrielle reprendront la Maison 8 quai du Louvre après le décès d'Eugène.